# União de Miguel Couto
O Grêmio Recreatico Escola de Samba União de Miguel Couto é uma escola de samba de Nova Iguaçu. Sediada no bairro de Miguel Couto, a agremiação, assim como a outra escola de seu bairro, a Garras do Tigre, também possui como símbolo um tigre e até o meio do ano de 2014, a agremiação chamava-se Grêmio Recreatico Escola de Samba Arrastão de Miguel Couto.

## Segmentos

### Presidentes
| Nome          | Mandato    | Ref.  |
| ------------- | ---------- | ----- |
| Hélio Paganny | 2009-atual | [ 1 ] |

### Diretores
| Ano  | Diretor de carnaval | Diretor de harmonia | Mestre de bateria | Ref. |
| ---- | ------------------- | ------------------- | ----------------- | ---- |
| 2014 | Jesus Abraão        | Darney Pankada      | Paulo Índio       |      |
| 2015 | Jesus Abraão        | Darney Pankada      | Paulo Índio       |      |

### Mestre-sala e Porta-bandeira
| Ano  | Nome                      | Ref. |
| ---- | ------------------------- | ---- |
| 2013 | Eduardo e Márcinha Bombom |      |
| 2014 | Rogério e Celinha         |      |
| 2015 | Rogério e Celinha         |      |

### Coreógrafo
| Ano  | Nome                             | Ref. |
| ---- | -------------------------------- | ---- |
| 2014 | Jeiel Pinheiro e Benevaldo Alves |      |
| 2015 | Benevaldo Alves                  |      |

### Rainha da bateria
| Ano  | Nome             | Ref. |
| ---- | ---------------- | ---- |
| 2014 | Vanessa Fernanda |      |
| 2015 | Vanessa Fernanda |      |

## Carnavais
| Ano  | Colocação    | Grupo                | Enredo | Carnavalesco       | Intérprete             | Ref.              |
| ---- | ------------ | -------------------- | --- | ------------------ | ---------------------- | ----------------- |
| 2012 |              | Blocos - Nova Iguaçu | Hoje tem marmelada? Tem sim senhor e o palhaço o que é Compositores: Darney Pancada, Carlos Sorriso, Pc do repique e Laércio | Washington Martins | Ney Santos             | [ 1 ]             |
| 2013 | Hour concurs | ÚNICO                | | Jeiel Pinheiro     | Ney Santos             | [ 2 ]             |
| 2014 | 14º lugar    | ÚNICO                | A Saga de Nefertit e Tuntankamon para desvendar o enigma do Império Egipcio                                                  | Jeiel Pinheiro     | Ney Santos Elias Índio | [ 3 ] [ 4 ] [ 5 ] |
| 2015 |              | Acesso               | | Jeiel Pinheiro     | Ney Santos             |                   |